# Ondřej Bartečko
Ondřej Bartečko, polsky Andrzej Barteczko, též uváděný jako Bartezko, Bartetschko nebo Partesko OFM (1670? - 1739) byl slezský františkán patřící do české řádové provincie, jenž proslul zejména jako básník.

## Život
Narodil se údajně roku 1670 v slezském městě Ratiboři. Jako kněz získal hodnost kazatele, ve františkánském řádu působil jako představený klášterů. Například roku 1716 byl vikářem a později kvardiánem konventu v Nyse a v roce 1718 kvardiánem konventu sv. Antonína Paduánského ve Vratislavi.  V září 1719 byl zvolen provinčním definitorem, mimo české země působil v Řádu jako generální vizitátor. Talent bratra Ondřeje však spočíval především v poetickém umění, pro jehož docenění nebylo ve františkánském řádu dostatek prostoru, leda v posmrtné oslavě řádových dobrodinců, jako v případě členovů slezského hraběcího rodu Gašínských z Gašína (Gaschin), mj. fundátorů kláštera Góra Świętej Anny v Horním Slezsku. Věhlas bratra Ondřeje však dalece přesáhl františkány a psal oslavné básně pro vyšší církevní i světské kruhy až po císařský dvůr. Za své zásluhy získal tituly „kněz císařského majestátu“ a „oceněný dvorní básník“ (poeta laureatus). Zemřel v pokročilém věku jako jubilant řádových slibů dne 11. dubna 1739 v klášteře sv. Antonína ve Vratislavi.

## Dílo
Známé poetické, tiskem vydané knihy Ondřeje Bartečko jsou zaměřený výhradně k oslavě významných osobností a jejich zásluh, zejména císařské rodiny a nejvyšší hornoslezské šlechty. Více než veršů v nich užívá anagramů a jiných přesmyček, citátů a chronogramů (seřazeno chronologicky):
- Pax Caesare Ottomanica, anagrammate Metrico- Acrosticho, ex Hymno: Te Deum laudamus, compilato; nec non anagrammato ex Dapacem Domine apparato; et quibusdam aliis Poëticis idcidentiis celabrata - knihu vytiskl Johann Gottfried Weber v slezském Jaworu roku 1699.[7] Podle dobového kontextu jde zřejmě o oslavu vítězství vojska Evžena Savojského v bitvě u Zenty nebo souvisí s uzavřením tzv. Karlovického míru s Osmanskou říší. Dílo věnoval nejvýznamnějším soudobým slezským šlechticům, jistě ve snaze získat si jejich přízeň.
- Magno salutem minores seu apprecatio onomastica honori ... Caroli Kratochwil ... monasterii Lucensis abbatis ... In soLennItate CaroLI MagnI eDIta [=chronogram 1705] ...  Vytištěné v Brně v roce 1705. Dílo je věnované louckému opatovi Karlu Kratochvílovi a jej též oslavuje.[8]
- Castrum doloris illustriss. Domino D. Rudolpho S. R. comiti de Gaschin ...[9] chválící zesnulého hraběte Rudolfa Gašína (Rudolph von Gaschin, 1653-1715), pána v Hlučíně a opavského zemského hejtmana. Dvacetistránkovou knihu velkého formátu vytiskl městský tiskař Joseph Schlegel v Nise roku 1716.[10]
- Eugenia adorea, Anno M. DCC. XVI. nonis Augusti pugna[m] decretoria[m] cum Othomanis ad Petri Varadinum rer fauste inita, nec non obsidione, tum quarto Idus Octobris secuta deditione Temeswarum a serenissimo prinicipe, ac ... domino Eugenio Francisco, duce Sabaudiae ... comparata. Knihu nejprve vytiskl Joseph Schlögel asi v roce 1716 v Nise, kde byl v té době Bartečko klášterním vikářem. [11] Poetické dílo oslavuje vítězné boje vojska Evžena Savojského proti Turkům u Petrovaradína a Temešváru roku 1716. Další vydání knihy, tentokráte již ve věhlasných Benátkách zajistil místní tiskař Domenico Lovisa v roce 1717. Cestu díla do Itálie a jeho vydání snad zajistil italský františkán Josepho Caccia, který je podepsán u dedikace a Benátské vydání věnoval apoštolskému nuntiovi Hieronymu Girolamo Martinengo.[12]
- Vesper Genethliacus, felcissimus incunabulis serenIssIMI aChIDVCis aVstrIae [=chronogram 1716] principis Austriae Leopoldi, Joannis, Josephi, Antonii, Francisci de Paula, Hermenegildi, Rudolphi, Ignatii, Balthasaris; augustissimi Romanorum inperatoris Caroli VI. Dílo napsané k oslavě císaře Karla VI. oslavující jeho děti vzniklo z popudu narození panovníkova prvorozeného syna Leopolda Jana. Knihu opět vytiskl městský tiskař Josephi Schlögel v roce 1716. [13]
- Labores Herculis Austriaci; seu Praecipua gesta augustissimi & potentissiimi Romanorum Imperatoris Caroli VI. ... ejusdemque sacratissimae majestati in perpetuae gratitudinis Mnemosynon submississimae dedicata... Oslavné verše, epigramy a další poetické styly oslavují císaře Karla VI., jemuž jsou věnovány. Vytiskl je opět v autorovi blízké Nise tiskař Joseph Schlöhl v roce 1718.[14]
- Virtutis imago aeternitati picta; seu Illustrissimus et excellentissimus Dominus Dominus Georgius Adamus Franciscus S.R.I. Comes de Gaschin, nobilis D. de & in Rosenberg... A. 1719 6. Octob. pijssime defunctus ... Nissae : typis Josephi Schlögel, 1720. Zádušní promluva nebo báseň k oslavě Jiřího Adama Františka hraběte Gašínského z Gašína, zemského hejtmana opolského a Ratibořského knížectví.[15]

## Další literatura
WOLNY, Reinhold. Oberschlesische Ordensgeistliche als Barockschriftsteller in Böhmen.. Archiv für schlesische Kirchengeschichte. 2004, roč. 62, s. 163–177.